# Cda Volley Talmassons
Cda Volley Talmassons – żeński klub siatkarski z Włoch powstały w 1993 roku z siedzibą w Udine, pod nazwą Cda Volley Talmassons.

## Polki w klubie
| Lata gry  | Imię i nazwisko |
| --------- | --------------- |
| 2019-2020 | Kinga Hatala    |

## Kadra w sezonie 2024/2025[1]
| Nr | Imię i nazwisko      | Data ur. | Wzrost | Pozycja      |
| -- | -------------------- | -------- | ------ | ------------ |
| 1  | Alice Pamio          | 1998     | 181    | przyjmująca  |
| 2  | Sofia Gazzola        | 2006     | 157    | libero       |
| 3  | Rebecca Feruglio     | 2006     | 178    | rozgrywająca |
| 6  | Jovana Kocić         | 1998     | 190    | środkowa     |
| 7  | Martina Ferrara      | 1999     | 168    | libero       |
| 8  | Nicole Piomboni      | 2005     | 180    | przyjmująca  |
| 9  | Islam Gannar         | 2004     | 189    | środkowa     |
| 10 | Chidera Blessing Eze | 2003     | 181    | rozgrywająca |
| 11 | Jana Szczerbań       | 1989     | 188    | przyjmująca  |
| 12 | Olga Strandzali      | 1996     | 185    | przyjmująca  |
| 14 | Alexandra Botezat    | 1998     | 196    | środkowa     |
| 15 | Bianca Bucciarelli   | 2001     | 185    | przyjmująca  |
| 24 | Anastasija Krajduba  | 1995     | 194    | atakująca    |